# 4854 Edscott
4854 Edscott este un asteroid din centura principală, descoperit pe 2 martie 1981 de Schelte Bus.